# Campeonato salvadoreño 1974-75
El Campeonato salvadoreño 1974-75 fue la vigésima cuarta edición de la Primera División de El Salvador. El campeón fue el Platense Municipal, consiguiendo su primer título.

## Formato de competición

### Fase regular
Los diez clubes se dividen en dos grupos de cinco, jugando en cada grupo un sistema de todos contra todos, a nueve vueltas. La ubicación en la tablas, está sujeta a las siguientes condiciones:
- Por juego ganado se obtendrán dos puntos.
- Por juego empatado se obtendrá un punto.
- Por juego perdido no se otorgan puntos.

El orden de los clubes al final de la fase corresponderá a la suma de los puntos obtenidos por cada uno de ellos. Si al finalizar las 36 jornadas, dos o más clubes estuviesen empatados en puntos, su posición en la tabla será determinada atendiendo a los siguientes criterios de desempate:
1. Mejor diferencia entre los goles anotados y recibidos.
2. Mayor número de goles anotados.

### Fase final
La segunda fase consiste en una eliminación directa a dos partidos entre los cuatro clubes mejor clasificados del torneo regular de la forma:
- Primer lugar vs. Cuarto Lugar.
- Segundo lugar vs. Tercer lugar.

Clasifican los ganadores de cada serie a la final, que se realiza a dos partidos en campo neutral - siendo el Estadio Flor Blanca -. Las semifinales y final se definen por el resultado global y en caso de empate, se jugará un tercer partido y si persiste el resultado, se definirá por tiros desde el punto penal.

## Ascensos y descensos
| Ascendido de la Segunda División 1973 |
| ------------------------------------- |
| Platense Municipal                    |

| Descendido en el Campeonato salvadoreño 1973 |
| -------------------------------------------- |
| Excélsior                                    |

## Equipos participantes
| Club                     | Ciudad             | Departamento |
| ------------------------ | ------------------ | ------------ |
| Águila                   | San Miguel         | San Miguel   |
| Alianza                  | San Salvador       | San Salvador |
| Atlético Marte           | San Salvador       | San Salvador |
| FAS                      | Santa Ana          | Santa Ana    |
| Luis Ángel Firpo         | Usulután           | Usulután     |
| Municipal Limeño         | Santa Rosa de Lima | La Unión     |
| Negocios Internacionales | Acajutla           | Sonsonate    |
| Platense Municipal       | Zacatecoluca       | La Paz       |
| Sonsonate                | Sonsonate          | Sonsonate    |
| Universidad              | San Salvador       | San Salvador |

## Fase regular

### Grupo 1
| Pos. | Equipo             | Pts. | PJ | G  | E  | P  | GF | GC | Dif. | Clasificación |
| ---- | ------------------ | ---- | -- | -- | -- | -- | -- | -- | ---- | ------------- |
| 1    | Atlético Marte     | 41   | 36 | 18 | 5  | 13 | 55 | 42 | +13  | Semifinal     |
| 2    | Platense Municipal | 41   | 36 | 16 | 9  | 11 | 49 | 41 | +8   | Semifinal     |
| 3    | Universidad        | 36   | 36 | 13 | 10 | 13 | 51 | 50 | +1   |               |
| 4    | Luis Ángel Firpo   | 31   | 36 | 12 | 7  | 17 | 46 | 56 | −10  |               |
| 5    | Alianza            | 23   | 36 | 10 | 3  | 23 | 30 | 48 | −18  |               |

 Fuente: RSSSF

### Grupo 2
| Pos. | Equipo                   | Pts. | PJ | G  | E  | P  | GF | GC | Dif. | Clasificación |
| ---- | ------------------------ | ---- | -- | -- | -- | -- | -- | -- | ---- | ------------- |
| 1    | FAS                      | 45   | 36 | 18 | 9  | 9  | 53 | 41 | +12  | Semifinal     |
| 2    | Negocios Internacionales | 42   | 36 | 17 | 8  | 11 | 48 | 48 | 0    | Semifinal     |
| 3    | Águila                   | 41   | 36 | 16 | 9  | 11 | 61 | 48 | +13  |               |
| 4    | Sonsonate                | 34   | 36 | 12 | 10 | 14 | 55 | 59 | −4   |               |
| 5    | Municipal Limeño         | 26   | 36 | 8  | 10 | 18 | 48 | 63 | −15  |               |

 Fuente: RSSSF

## Fase final
|  | Semifinales              | Semifinales              | Semifinales              | Semifinales | Semifinales |       |                         | Final                   | Final | Final | Final | Final |
|  |                          |                          |                          |             |             |       |                         |                         |       |       |       |       |
|  | Platense Municipal       | Platense Municipal       | 3                        | 1           |             |       |                         |                         |       |       |       |       |
|  | FAS                      | FAS                      | 1                        | 1           |             |       |                         |                         |       |       |       |       |
|  |                          |                          |                          |             |             |       | Platense Municipal (p.) | Platense Municipal (p.) | 2     | 0     | 1 (4) |       |
|  |                          | Negocios Internacionales | Negocios Internacionales | 0           | 2           | 1 (3) |                         |                         |       |       |       |       |
|  | Atlético Marte           | Atlético Marte           | 1                        | 0           | 1           |       |                         |                         |       |       |       |       |
|  | Negocios Internacionales | Negocios Internacionales | 0                        | 1           | 2           |       |                         |                         |       |       |       |       |

### Final
| 19 de diciembre de 1974 | Platense Municipal | 2:0 (2:0) | Negocios Internacionales | Estadio Flor Blanca, San Salvador |  |
|                         | R. Búcaro 16, 25'  |           |                          |                                   |  |

| 22 de diciembre de 1974 | Negocios Internacionales | 2:0 (1:0) (Global 2:2) | Platense Municipal | Estadio Flor Blanca, San Salvador |  |
|                         | Fernández 24, 83'        |                        |                    |                                   |  |

| 29 de diciembre de 1974 | Platense Municipal                                     | 1:1 (1:1) (4:3 p.)         | Negocios Internacionales                       | Estadio Flor Blanca, San Salvador |  |
|                         | Condomi 1'                                             |                            | Tapia 26'                                      |                                   |  |
|                         |                                                        | Tiros desde el punto penal |                                                |                                   |  |
|                         | Zafanella · Condomi · J. Búcaro · González · R. Búcaro |                            | Méndez · Fernández · Tapia · Cabrera · Linares |                                   |  |

| Campeón                      |
| Platense Municipal 1° Título |